# Hämatochezie
Hämatochezie (auch Blutstuhl oder Rektalblutung) bezeichnet eine Form der gastrointestinalen Blutung mit dem Auftreten frischen Blutes im Stuhl. Von der Hämatochezie zu unterscheiden ist die Ausscheidung von bereits in der Farbe verändertem Blut beim Teerstuhl (Meläna).

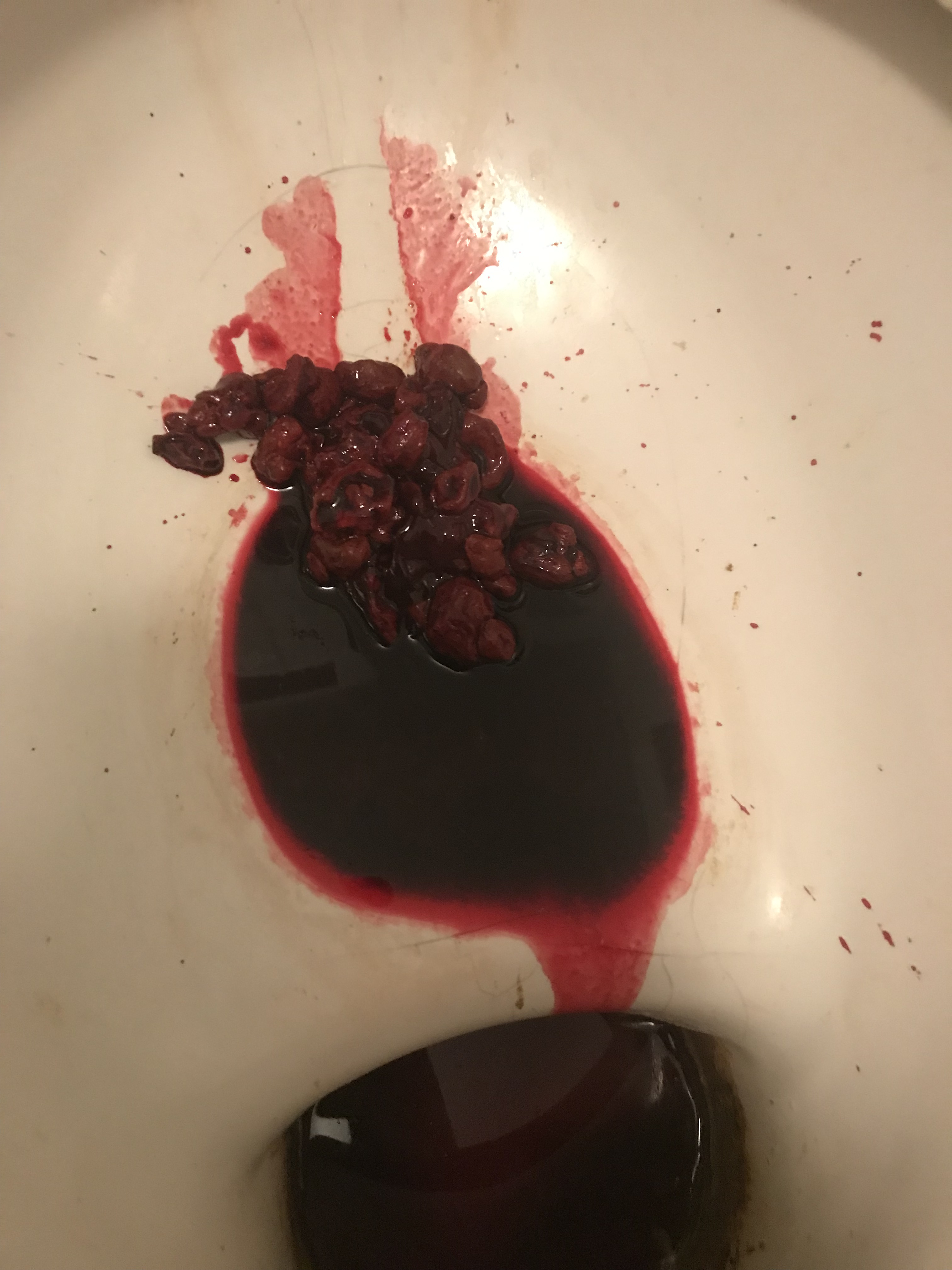
Hämatochezie

## Ursachen
Der Ursprung der Blutung liegt normalerweise im unteren Gastrointestinaltrakt. Eine massive Blutung im oberen Gastrointestinaltrakt, z. B. eine Magenblutung, kann allerdings ebenfalls zu Blutstuhl führen, sodass der körperliche Zustand des Patienten das wichtigste differentialdiagnostische Zeichen für die Höhe der Blutungsquelle ist. Es gibt viele Gründe für das Auftreten von frischem Blut im Stuhl. Häufige Ursache für einen Blutabgang aus dem After sind Hämorrhoiden. Aber auch Analfissuren, feine Einrisse am After, können zu Blutungen führen.
Weitere mögliche Ursachen sind:
- Magen-/Dünndarmgeschwür
- Erosionen im Magen
- Ösophagus- und Varizenblutungen mit anderen Lokalisationen, z. B. im Magenfundus
- Mallory-Weiss-Blutung
- Polypen
- Krebs im Dickdarm oder Rektum
- Entzündliche Darmerkrankungen wie Colitis ulcerosa und Morbus Crohn
- Divertikulitis
- Invaginationen
- Infektionen und Entzündungen des Darmes aus anderer Ursache (Kolitis)
- Meckel-Divertikel
- Angiodysplasien
- Antikoagulationsbehandlung, eine hämorrhagische Diathese und die Urämie.
- Ischämische Enterokolitis
- Pseudomembranöse Kolitis
- Infektionskrankheiten
- Milzbrand
- Enterohämorrhagische Escherichia coli (EHEC)
- Shigellenruhr
- Amöbenruhr
- Nach Verzehr der Heckenkirsche
- Cholera (Brechdurchfall)

## Diagnose
Die der Meläna zugrundeliegende Erkrankung bedarf der weiteren Abklärung. Nach der Befragung und allgemeinen Untersuchung des Patienten wird zunächst eine Ösophagogastroduodenoskopie (Magenspiegelung) durchgeführt, da 80–90 % der Blutungen ihre Lokalisation im oberen Verdauungstrakt haben. Wenn eine Hämatochezie vorliegt, empfiehlt sich die Durchführung einer Rektaluntersuchung in Kombination mit einem Hämoccult-Test nach der Guajak-Methode sowie eine Rektoskopie (Enddarmspiegelung).
Bleibt auch die Untersuchung ergebnislos und sind die bei der Gastro- bzw. Koloskopie entnommenen histologischen Präparate unauffällig, können je nach den bisherigen Befunden weitere Untersuchungen zielführend sein: MR-Fistulographie (Darstellung von Fisteln mittels Kontrastmittel-Magnetresonanz des Colons), (CT-)Angiografie der abdominellen Gefäße zum Ausschluss einer intestinalen Ischämie (Notfall-Untersuchung), Hämophilie-Abklärung (Blutungsneigung).
Eine sichere Aussage über die Lokalisation der Blutung kann anhand des Aussehens des Stuhles nicht getroffen werden. Als grob orientierende Faustregel gilt zwar, dass je weiter oral (mundwärts gelegen) die Blutungsquelle liegt, der Stuhl tendenziell eher schwarz erscheint (sogenannte Meläna), während aboral (analwärts gelegene) Blutungsquellen tendenziell eher roten Blutabgang (sogenannte Hämatochezie) verursachen. Andererseits ist es jedoch so, dass große Blutungen im oberen Gastrointestinaltrakt auch zu Hämatochezie führen können, und distale (entfernte) Blutungsquellen durch Fermentation von Darmbakterien auch zu Meläna führen können.

## Therapie
Die Behandlung von Rektalbluten ist von Fall zu Fall unterschiedlich und erfolgt nach der Ursache der Blutung. Bei einer Blutung im oberen Gastrointestinaltrakt (Speiseröhre, Magen, Duodenum) kann endoskopisch während der Magenspiegelung zum Beispiel (je nach zugrunde liegender Ursache) eine Unterspritzung mit vasokonstriktorischen Substanzen, das Aufsetzen eines Clips, eine APC-Laserkoagulation, eine Sklerosierung oder Ligatur erfolgen. Medikamentös kann man versuchen, in einer schwerwiegenden Notfallsituation mit Terlipressin oder Sandostatin die Blutung zur Stillung bringen. Bei Versagen der oben genannten Optionen besteht des Weiteren bei lebensbedrohlicher Blutung im oberen Gastrointestinaltrakt die Möglichkeit einer Ballontamponade (Sengstaken-Sonde oder Linton-Nachlas-Sonde).
Ist die Lokalisation der Blutung im unteren Gastrointestinaltrakt gelegen, kann eine entsprechende Therapie erfolgen. Sind Hämorrhoiden die Ursache der Hämatochezie, kommen diverse Therapiemöglichkeiten in Betracht.